# ريتشارد ر. جون
ريتشارد ر. جون (بالإنجليزية: Richard R. John)‏ هو صحفي ومؤرخ أمريكي، ولد في 1959.